# APOP Kinyras Peyias FC
El APOP Kinyras Peyias (en griego: Α.Π.Ο.Π - Αθλητικός Ποδοσφαιρικός Ομιλος Πέγειας Κινύρας, Athlitikos Podosfairikos Omilos Pegeias Kinyras, "Athletic Football Club Peyia Kinyras") es un club de fútbol chiprota del pueblo de Peyia del Distrito de Paphos. El club se formó en 2003 tras la fusión de dos clubes locales pequeños: APOP Peyias FC y Kinyras Empas FC. El significado de APOP es Athlitikos Podosferikos Omilos Pegeias (Club de fútbol atlético de Peyia) y Kinyras' proviene del mítico rey Kinyras el cual fue el fundador de Paphos.
En mayo de 2009 APOP Kinyras provocó un gran revuelo al ganar la final de la copa de Chipre,  amargando a los absolutos favoritos AC Omonia, APOEL FC y AEL Limassol, convirtiéndose en el primer club de Paphos en ganar un trofeo importante. En julio de 2008 APOP Kinyras fue el primer equipo regional de Paphos en participar en una competición de la UEFA, visitando a Rapid Wien en la tercera fase de calificación de la UEFA Europa League.

## Historia
El club comenzó su historia en la 3 ª División en la temporada 2003/04, ascendiendo a Segunda División al salir campeones. La temporada siguiente ganó el campeonato de segunda división y fueron promovidos como Campeones de la Segunda División a la primera división de Chipre por primera vez en su historia. Sin embargo, el equipo terminó 12 º en la temporada 2005-06 y descendieron a segunda división . En 2007 el equipo ganó el campeonato de segunda división y fueron ascendidos a la Primera División por segunda vez. Terminó 8º en el  campeonato de primera división de 2007-08 y en la temporada 2008-09 terminó séptimo.
Pocos creían que APOP Kinyras tuviese alguna oportunidad de mover la estantería en esa temporada, aunque gracias al entrenador Giorgos Polyviou, lograron crear gran revuelo al destronar a los favoritos y ganar la final de la Copa de Chipre contra el AEL Limassol. Tras el éxito, el equipo se convirtió en el primer club de Paphos en ganar un título importante desde la fundación de la Asociación de Fútbol de Chipre en 1934. Tras apabullar al AC Omonia en cuartos de final y al APOEL FC en semifinales, los de Paphos resistieron una gran presión del AEL antes de anotar dos goles a través de Angelos Efthymiou y Fangio Buyse para sellar un triunfo notable en el estadio GSP de Nicosia.
En su primer partido europeo APOP Kinyras jugó en Viena el 30 de julio de 2009, perdiendo ante el Rapid Viena 2-1 en el primer partido de la tercera ronda de clasificación de la UEFA Europa League. En el segundo partido, Rapid necesitó el gol en tiempo extra del jugador Trimmel (2-2) para eliminar al equipo de Paphos, que impresionó en el partido prolongándolo a tiempo suplementario, pasando de 0-1 abajo para darle la vuelta al resultado a un 2-1, con dos goles de Marcelino y González.

## Colores y Distintivo
Los colores del club son amarillo y azul.

## Estadio
El estadio municipal de Peyia es el usado por APOP para sus partidos como local y tiene una capacidad de 3.828 espectadores. En 2005/06, cuando el equipo participó en primera división, no se les permitió utilizar el estadio Peyia, ya que el estadio no cumplía los criterios de primera división y el equipo utilizó para jugar de local el estadio Pafiako. En 2007 se le realizaron expansiones al estadio Peyia y APOP / Kinyras pudo utilizarlo.

## Exjugadores Notables
Para una lista completa de jugadores del APOP Kinyras Peyias, ver Futbolistas del APOP Kinyras Peyias
| Argentina - Julián Kmet - Martin Vitali Armenia - Romik Khachatryan Botsuana - Joel Mogorosi - Jerome Ramathakwane Brasil - Marcio Ferreira - Gabriel Lima - Alexandre Negri Bulgaria - Rosen Kirilov Chile - Sebastián González Chipre - Marios Christodoulou Grecia - Alexandros Alexandris - Nikos Chatzis - Leonidas Vokolos | Serbia - Milan Belić - Radislav Dragicevic Hungary - Krisztián Pest - Gábor Bardi Polonia - Emmanuel Olisadebe Portugal - Bernardo Vasconcelos - José António Calado - Paulo Sousa - Miguel Vargas - Luís Miguel Ruanda - Hamad Ndikumana Zimbabue - David Kutyauripo |

## Premios
- Copa de Chipre
  - Ganador (1): 2009
- Segunda División de Chipre
  - Champions (2): 2005, 2007
- Tercera División de Chipre:
  - Champions (1): 2004

## APOP Kinyras en competiciones Europeas
| Temporada | Competición        | Ronda            |                    | Club        | Local    | Visitante | Total |
| --------- | ------------------ | ---------------- | ------------------ | ----------- | -------- | --------- | ----- |
| 2009-10   | UEFA Europa League | 3.ª calificación | Bandera de Austria | Rapid Viena | 2-2 (TE) | 1-2       | 3-4   |